# Kikish Crag
Kikish Crag är en bergstopp i Antarktis. Den ligger i Sydshetlandsöarna. Argentina, Chile och Storbritannien gör anspråk på området. Toppen på Kikish Crag är 846 meter över havet.
Terrängen runt Kikish Crag är kuperad västerut, men österut är den bergig. Trakten är glest befolkad. Närmaste befolkade plats är St. Kliment Ohridski Base, 8,2 kilometer nordväst om Kikish Crag. 